# Forestville (del av en befolkad plats)
Forestville är en del av en befolkad plats i Australien. Den ligger i kommunen Unley och delstaten South Australia, nära delstatshuvudstaden Adelaide.
Runt Forestville är det mycket tätbefolkat, med 1 754 invånare per kvadratkilometer.. Närmaste större samhälle är Adelaide, nära Forestville.
Runt Forestville är det i huvudsak tätbebyggt. Genomsnittlig årsnederbörd är 593 millimeter. Den regnigaste månaden är juli, med i genomsnitt 95 mm nederbörd, och den torraste är december, med 13 mm nederbörd.